# 岡元八郎
岡元 八郎（おかもと はちろう、1955年3月16日 - ）は、日本の俳優、司会者。本名同じ。旧芸名、岡本 達哉（おかもと たつや）、南川 昊（みなみかわ ひろし）。
兵庫県神戸市出身。神戸市立赤塚山高等学校（現・神戸市立六甲アイランド高等学校）卒業。オフィス・プレジール所属。

## 人物
金子信雄が主宰する新演劇人クラブ・マールイの出身。舞台出演を経て、1975年、テレビドラマ『小春ちゃん』（フジテレビ）、映画『新幹線大爆破』（東映）でデビュー。その後、バイプレイヤーとして多数の作品に出演。当初は本名で活動していたが、後に芸名を二度改め、現在は再び本名に戻している。
1980年、TBS系ドラマ『ウルトラマン80』に、第27話よりイケダ隊員役でレギュラー出演。のちにCSファミリー劇場制作の『ウルトラ情報局』2010年11月号に出演した際には、長男であることを明かし、「『80』に出演した回を視聴する際には電話線のコードなどを切ってから見た」と語っていた。『80』で監督を務めた湯浅憲明からは演技を評価され、湯浅が監督した『噂の刑事トミーとマツ』にゲストで起用されている。また、同じ大映テレビ制作の『秘密のデカちゃん』に春野刑事役でレギュラー出演した。
俳優業のほか、各種イベントの司会業もこなす。趣味は、スポーツ観戦、映画鑑賞。既婚。

## 出演

### テレビドラマ
- 小春ちゃん（1975年、CX）
- 燃える捜査網 第4話「お前はお前 俺は俺」（1975年、NET）
- がんばれ!!ロボコン 第78話「リキリキ! お金もうけは楽じゃない」（1976年、NET） - ガソリンスタンドの店員
- 大鉄人17 第20話「ガンバレ兄ちゃん! 栄光の甲子園」、第21話「守れ! 熱血の甲子園」（1977年、MBS） - 立花高校野球部捕手
- 花王 愛の劇場（TBS）
  - 別れて生きる時も 第1話（1978年）
  - ひよこたちの天使（1996年）
- がんばれ! レッドビッキーズ 第35話「さようなら! 赤がえる」（1978年、ANB）
- Gメン'75（TBS）
  - 第174話「母ちゃんは地獄へ行け!」（1978年） - 借金取り
  - 第236話「国会議員宿舎の連続強盗事件」（1979年） - 日高巡査
  - 第287話「手術台の上の悪魔」（1980年） - 池谷やすえの弟
  - 第336話「エレベーター連続女性殺人事件」（1981年） - 杉本巡査長
- 燃えろアタック（1979年 - 1980年、ANB） - 矢崎陽一
- 西部警察シリーズ（ANB）
  - 西部警察 第51話「盗まれた青春」（1980年） - 神崎
  - 西部警察 PART-II 第11話「大激闘!! 浜名湖決戦」（1982年） - 中西の友人
  - 西部警察 PART-III 第43話「走れ一兵! 成田発PM3」（1984年） - 青野医師
- 傑作推理劇場 / 陳舜臣の神獣の爪（1980年、ANB）
- ウルトラマン80 第27話「白い悪魔の恐怖」 - 第50話「あっ! キリンも象も氷になった!!」（1980年 - 1981年、TBS） - イケダ登
- 秘密のデカちゃん（1981年、TBS） - 春野刑事
- 噂の刑事トミーとマツ 第2シリーズ（1982年、TBS）
  - 第9話「行けゆけ! 忍者トミコちゃん」 - 永井巡査
  - 第25話「ネス湖の怪獣? トミーの水中変身」 - 城南医大・医師
  - 第33話「トミマツの再撃・ターザン拳」 - 山中ノボル
- 火曜サスペンス劇場（NTV）
  - 危機一髪の女（1982年）
  - 弁護士・高林鮎子21 上毛高原・逆流の殺意（1997年） - 清水
  - 救急指定病院8（1998年） - 仙波杉男
- だんなさまは18歳 第5話「押しかけ花嫁」（1982年、TBS） - 田原
- 特捜最前線 第303話「20歳のイルミネーション!」（1983年、ANB）
- 大江戸捜査網 第600話「女殺し八王子千人軍団の謎」（1983年、TX） - 房吉
- ひとりぼっちのオリンピック（1983年、TBS）
- 木曜ファミリーワイド / 松本清張の蒼い描点（1983年、CX） - 編集部員
- ザ・ハングマンシリーズ（ABC）
  - 新ハングマン 第6話「恋を引き裂く愛人バンク」（1983年） - 浩
  - ザ・ハングマン4 第13話「強盗ガードマンを人間パチンコではじく!」（1984年） - 塚本
  - ザ・ハングマンV 第4話「ポルノ女優殺しで玉のこしに乗る!」（1986年） - 佐野運転手
  - ザ・ハングマン6 第9話「プッツン夫婦が離婚劇大作戦!」（1987年）
- 青春はみだし刑事（1983年 - 1984年、YTV） - 石原刑事
- スチュワーデス物語 第12話「恥知らずなウソ」（1984年、TBS）
- 松本清張スペシャル・黒い福音（1984年、TBS）
- 女の一生（1985年、ABC）
- 土曜ワイド劇場（ANB）
  - 若妻殺し（1985年）
  - 美人レポーター殺人事件（1988年）
  - 津軽神話殺人事件（1988年）
  - 円周率πの殺人（1989年）
  - 地底から生き返った男（1990年）
  - 雪国で消えた女! 愛の逃避行（1993年）
  - 弁護士朝吹里矢子4 僧衣を着た銀行強盗の告発!?（1996年） - 佐藤検事
  - 車椅子の弁護士・水島威4 ふたりの夫を殺した女!（1997年） - 島谷刑事
- スクール☆ウォーズ 第23回「下町のヒーロー」（1985年、TBS） - 峰章次
- 赤い秘密（1985年、TBS）
- 大河ドラマ / 独眼竜政宗 第49話「母恋い」（1987年、NHK）
- 森村誠一サスペンス / あるOLの復讐（1987年、KTV）
- 必殺仕事人V・風雲竜虎編 第11話「大江戸F.F.騒動!」（1987年、ABC） - 清次
- 水曜ドラマスペシャル / 新人類スチュワーデス二人旅（1987年、TBS）
- あきれた刑事 第12話「アイドル誘拐」（1988年、NTV）
- NEWジャングル 第7話「婦警の恋」（1988年、NTV）
- いい話みつけ旅（1988年、ABC）
- はぐれ刑事純情派 第1シリーズ 第7話「産院から消えた赤ん坊」（1988年、ANB）
- 月曜・女のサスペンス / 危険なめぐり逢い 不倫の報酬（1988年、TX）
- 火曜スーパーワイド / ぐるり富士山おまじないツアー（1988年、ANB）
- 十九歳（1989年、NHK）
- 男と女のミステリー / お嬢さん現金に気をつけて!（1989年、CX）
- 現代神秘サスペンス / 間違った死に場所（1989年、KTV）
- ゴリラ・警視庁捜査第8班 第33話「傷だらけのメロディ」（1989年、ANB）
- 月曜ドラマスペシャル（TBS）
  - 太郎が歌った 自閉症児をかかえた夫婦の軌跡（1990年）
  - 弁護士芸者のお座敷事件簿II（1998年） - 山内輝夫
  - 世紀末! 男コンパニオン物語（1999年） - 船井亨
- あいつがトラブル VOL.15「はみ出し刑事、最後の戦い!!」（1990年、CX）
- 木曜ゴールデンドラマ / 渇いた夏（1990年、YTV）
- 火曜ミステリー劇場 / 十津川警部の対決 寝台特急"さくら"長崎に消えた女!（1991年、ANB）
- 世にも奇妙な物語（CX）
  - 三人死ぬ（1991年） - 大門ハルオ
  - 似顔絵の女（1992年）
- デパート!夏物語（1991年、TBS）
- 六つの離婚サスペンス / 映子の選択（1992年、KTV）
- 水戸黄門（TBS）
  - 第22部 第28話「響け正義の御陣乗太鼓 -輪島-」（1993年） - 新助
  - 第23部 第4話「助さん格さん用心棒 -安中-」（1994年） - 新吉
- 江戸を斬るVIII 第5話「意外な目撃者」（1994年、TBS） - 浜吉
- 新空港物語 第8話「謎の匿名電話・ロサンゼルス便を見送る女!」（1994年、ANB） - 高杉昭男
- 刑事追う! 第23話「秘密」（1996年、TX）
- もう我慢できない! 第10話「やっぱりバカ嫁ね」（1996年、KTV）
- 超光戦士シャンゼリオン 第36話「新たなる敵! か?」（1996年、TX） - 魚住アナウンサー
- ギフト 第9話（1997年、フジテレビ） - レポーター 役
- 連続テレビ小説 / あぐり（1997年、NHK）
- ナニワ金融道3（1998年、CX）
- タブロイド 第6話「咲の祈り・判決の日」（1998年、CX） - 裁判長
- 月曜ミステリー劇場 / 名探偵キャサリン10 呪われたルビーの謎（2001年、TBS）
- TRICK2 episode4「天罰を下す子〜解決編」（2002年、ANB） - 医師
- 女と愛とミステリー / 信濃のコロンボ7〜見知らぬ鍵（2005年、TX）
- 特命!刑事どん亀 第5話「死を誘う詐欺師」（2006年、TBS） - 友田辰夫
- 超星艦隊セイザーX 第32話「激闘! トリプル・コアブレイバー」（2006年、TX） - メカニック技術研究所所長
- 月曜ゴールデン / 十津川警部シリーズ37 特急あずさ殺人事件（2006年、TBS）
- 再生の町（2009年、NHK）

### 映画
- 新幹線大爆破（1975年、東映） - 山ちゃん
- 実録三億円事件 時効成立（1975年、東映） - 古川係員
- 爆発! 暴走遊戯（1976年、東映）
- ロボコンの大冒険（1976年、東映） - キャプテン・ワルダー
- 炎の舞（1978年、東宝） - 吉井秀治
- 鉄騎兵、跳んだ（1980年、にっかつ） - 山本
- おさな妻（1980年、にっかつ）
- 父よ母よ!（1980年、松竹）
- オン・ザ・ロード（1982年、松竹） - 水島
- スパルタの海（1983年制作、2011年公開） - 竹田総一
- お嬢さんの股ぐら（1983年、にっかつ） - 鎌田伸吾
- さよならジュピター（1984年、東宝） - タナカ
- 愛欲の日々 エクスタシー（1984年、にっかつ） - 若いカップル（男）
- 結婚案内ミステリー（1985年、東映セントラルフィルム） - 松尾聡
- マリリンに逢いたい（1988年、松竹富士）
- 彼女が水着にきがえたら（1989年、東宝）
- 遺産相続（1990年、東映）
- 国会へ行こう!（1993年、東宝）
- ぷるぷる 天使的休日（1993年、東映アストロ）
- 陽炎II KAGERO（1996年、松竹）
- キトキト!（2007年、シネカノン） - 電器店店員
- パッチギ! LOVE&PEACE（2007年、シネカノン） - 実況アナ
- 女たちの都〜ワッゲンオッゲン〜（2012年、テトラカンパニー） - 石塚係長

### オリジナルビデオ
- 女飼い（1995年、フィルム・シティ）
- お天気お姉さんR（1996年、バンダイビジュアル） - 斉藤権太郎
- 女飼い2（1996年、ビームエンタテインメント）
- 恐怖新聞（1996年、イメージファクトリー・アイエム）
- 痴漢白書7（1997年、ケイエスエス） ※主演

### 舞台
- 仁義なき戦い（1974年、新演劇人クラブ マールイ） -  チンピラ
- オイディプス王（1977年、新演劇人クラブ マールイ） - コロス
- 老いぬさまでいよう（2006年、遊人塾） - 犬
- ガモウ戦記（2014年、プレイガールオフィス） - 金木医師

### CM
- 永谷園 Jリーグカレー
- ジョンソン パイプユニッシュ
- 大正製薬 グルコケア
- スバル